# Demanufacture
Demanufacture är industrimetalbandet Fear Factorys andra studioalbum, utgivet den 13 juni 1995.

## Låtlista
1. "Demanufacture" - 4:13
2. "Self Bias Resistor" - 5:12
3. "Zero Signal" - 5:57
4. "Replica" - 3:57
5. "New Breed" - 2:49
6. "Dog Day Sunrise" - 4:46
7. "Body Hammer" - 5:06
8. "Flashpoint" - 2:53
9. "H-K (Hunter-Killer)" - 5:17
10. "Pisschrist" - 5:25
11. "A Therapy for Pain" - 9:44